# インスリン抵抗性
インスリン抵抗性（インスリンていこうせい, Insulin Resistance）とは、膵臓から分泌されるホルモンの一種であるインスリンが、肝臓、脂肪組織、骨格筋といった末梢標的組織において、その機能が損なわれたり、弱まったり、機能を発揮できない状態を指す。これは2型糖尿病の発症にも関与する重要な病因因子である。

## 病態
糖尿病はインスリン作用不足によって慢性の高血糖状態が引き起こされる疾患である。これはインスリンの分泌障害とともにインスリン抵抗性が深く関与している。
生体は常に一定量のグルコース（糖）を必要としており、空腹時は肝臓からの糖放出により供給されている。正常な代謝であればインスリンの基礎分泌により肝糖放出は一定にコントロールされているが、インスリンの作用不足が生じると過剰な肝糖放出により空腹時血糖値は上昇する。
摂食後には血球グルコース濃度（血糖値）の上昇が引き金となりインスリンの追加分泌が起きる。インスリンは肝臓・骨格筋・脂肪細胞における血中グルコース（血糖）の取り込みを亢進させる作用があり、加えて肝糖からのグルコース放出を抑制する。インスリンの作用不足が生じると糖取り込み及び肝糖放出の抑制が不十分となり高血糖を生じることとなる。
インスリン抵抗性の患者においては、以下のことが起こっていると考えられている
- インスリン抵抗性は高インスリン血症をきたす。高インスリン血症は以下の機序により生活習慣病の原因となる
  - 肝臓のVLDL産生増加をきたし、中性脂肪高値をもたらす
  - 腎尿細管へのインスリンの直接作用によりナトリウムの貯留を引き起こし、これが水分を貯留して血糖値を下げる作用につながるが、水分の貯留により高血圧を発症させる[4]。
  - 血管内皮細胞を増殖させ、アテローム性動脈硬化症を発症させる

高度のインスリン作用低下を引き起こしている場合はインスリン抵抗症（インスリン受容体異常症）という疾患として定義されており、遺伝子異常によるA型インスリン抵抗症とインスリン受容体に対する自己抗体を原因とするB型インスリン抵抗症に分類される。
インスリン抵抗症は高インスリン血症（空腹時血清インスリン値 30μU/mL）を主要症候とし、A型インスリン抵抗症では出生時低体重を伴うことが多い。
インスリン抵抗性に伴い、血糖値が慢性的に高い状態が続くと、インスリン抵抗性は、高血糖症、高インスリン血症、および全身の細胞に酸化ストレスをもたらす。高血糖は、体内で「AGEs」（「最終糖化産物」）の産生を促進する。AGEsは、糖尿病性高血糖によって体内に生じる酸化誘導体であり、β細胞の損傷、末梢インスリン抵抗性、糖尿病の潜在的な危険要素である、と考えられている。インスリン抵抗性において、高血糖は、最終糖化産物の形成を促進する。AGEsは血管の細胞外基質に蓄積し、糖尿病における血管損傷の一因となる。これに加えて、AGEsは活性酸素の生成を刺激するとともに、AGEsの形成をさらに増やす。

## 歴史
糖尿病の治療にインスリンが使われ始めたとき、1日に200単位以上使用しても血糖の低下が認められない症例があり、インスリン抵抗性と称された。当時は牛や豚のインスリンを使用しており、インスリン抗体ができやすかった。ラジオイムノアッセイの普及により、インスリンの測定が可能となった1965年には、肥満者では耐糖能が正常でも血中インスリン高値が報告された。この頃から糖尿病以外でも、インスリンの作用が減弱している病態をインスリン抵抗性と呼ぶようになった。1970年代になると2型糖尿病において、インスリンの分泌不全とインスリン抵抗性のどちらが、糖尿病の病因として重要か論争となった。現在ではともに重要な要因であると考えられており、インスリン抵抗性が過食や運動不足などの環境要因に加えて遺伝にも左右されることが判明している。高血糖によりインスリン抵抗性が増悪するのはブドウ糖そのものの毒性によるとされる。

## 原因
インスリン作用機構のいずれかのステップで障害を受けた場合にインスリン抵抗性は発症する。発症には様々な要素が相互に関連している。

### 遺伝的要因
糖尿病のコントロール状態や体重の増減によりインスリン抵抗性が変化することは良く知られているが、一方で2型糖尿病は濃厚な遺伝傾向が存在する。そのため、遺伝子に規定された原発性のインスリン抵抗性と代謝異常に起因する可逆性のインスリン抵抗性が存在することになる。
遺伝要因の同定のために多くの遺伝子が検討されており、高度なインスリン作用低下を引き起こすA型インスリン抵抗症の原因遺伝子はいくつかのものが特定されているが、全ての原因遺伝子が同定できてはいない。

### 肥満
肥満者は高遊離脂肪酸（FFA）血症を認めることが多く、血中FFA濃度の上昇は骨格筋のインスリン抵抗性を生じさせる。また、脂肪細胞からも分泌されるサイトカインであるTNFαが関与している可能性が指摘されている。

### 運動不足
運動によるグリコーゲンの消費は骨格筋の糖取り込みを直接刺激するとともに、骨格筋の糖処理に重要な分子が増加することでインスリン感受性も増強させる働きがある。継続的な運動により肥満が解消されれば、さらにインスリン抵抗性の改善につながる。

### 糖毒性
高血糖自体が末端組織でのインスリン感受性の低下を引き起こすこともまた原因として挙げられる。このような概念を糖毒性と呼ぶ。

### 高インスリン血症
生体にインスリン抵抗性が生じると、β細胞機能が保たれている限りは高インスリン血症が生じ、持続的な高インスリン血症もインスリン感受性を低下させる。高インスリン血症が持続することにより細胞表面上のインスリン受容体数が減少することが原因とみられている。

## 検査
最も正確にインスリン抵抗性状態を測定できる方法は、グルコースクランプ法である。「SSPG法」(Stedy State Plasma Glucose) も有用である。
「HOMA-R指数」（Homeostasis Model Assessment Ratio, Homeostasis Model Assessment as an Index of Insulin Resistance, HOMA-IR)も簡便で有効な予測値である。空腹時の血清インスリン値（IRI）と空腹時血糖（FBG）からインスリン抵抗性を推定できる。しかし、外因性インスリン投与、内因性インスリン分泌を刺激する薬剤の投与、インスリンの分泌機能障害時は精度が低下する。推定式は以下の通りである。
HOMA-R=IRI (μU/ml ) ×FBG (mg/dL)÷405

## 関連文献
- 日本糖尿病学会『糖尿病診療ガイドライン2019』南江堂、東京都、2019年。ISBN 978-4-524-24148-4。
- 日本糖尿病学会『糖尿病診療ガイドライン2024』南江堂、東京都、2024年5月。ISBN 978-4-524-20425-0。
- Insulin Resistance and Cancer Risk: An Overview of the Pathogenetic Mechanisms Biagio Arcidiacono, Stefania Iiritano, Aurora Nocera, Katiuscia Possidente, Maria T. Nevolo, Valeria Ventura, Daniela Foti, Eusebio Chiefari, and Antonio Brunetti. Exp Diabetes Res. 2012; 2012: 789174. Published online 2012 Jun 4. doi:10.1155/2012/789174 PMC 3372318 PMID 22701472